# Du rififi à Amsterdam
Pour les articles homonymes, voir Rififi.
Pour plus de détails, voir Fiche technique et Distribution.
Du rififi à Amsterdam (Rififí ad Amsterdam) est un film d'action / aventure hispano-italien réalisé par Sergio Grieco et sorti en 1966.

## Synopsis
Amsterdam. Un gang réalise un vol dans une entreprise de vente de diamants. Le gang, qui a agi sur commande, une fois le vol effectué, se présente pour le dédommagement convenu mais est éliminé. Rex Monroe, qui est le seul membre du gang à avoir survécu, part à la recherche des auteurs du massacre. Vladek le charge d'emmener les diamants en Espagne.

## Fiche technique
- Titre français : Du rififi à Amsterdam[1]
- Titre original italien : Rififí ad Amsterdam[2],[3],[4]
- Titre espagnol : Rififí en Amsterdam[5],[6]
- Réalisation : Sergio Griecosous le pseudo de Terence Hathaway[6]
- Scénario : Lucio Battistrada (it), Ramón Comas, Armando Crispino
- Photographie : Eloy Mella
- Montage : Renato Cinquini
- Musique : Piero Umiliani
- Décors : Augusto Lega
- Société de production : Claudia Cinematografica, Producciones Cinematográficas Centro
- Pays de production :  Italie -  Espagne
- Langue originale : italien
- Format : couleurs par Eastmancolor - 2,35:1 - Son mono - 35 mm
- Durée : 81 minutes
- Genre : Film d'action / aventure
- Dates de sortie :
  - Italie : 18 août 1966
  - Belgique : 16 mars 1967
  - France : 7 juin 1967

## Distribution
- Roger Browne : Rex Monroe/Rex Morrison
- Aida Power : Oriana
- Umberto Raho (sous le nom de « Umi Raho ») : Vladek
- Franco Ressel (sous le nom de « Frank Ressel ») : Max Fischer
- Ida Galli (sous le nom de « Evelyne Stewart ») : Ethel Fischer
- Franco Lantieri (sous le nom de « Frank Liston ») : attaché d'ambassade
- Miguel de la Riva (sous le nom de « Michael Rivers ») : Manolo
- Giovanni Ivan Scratt (sous le nom de « Ivan Scratt ») : Michel
- Angela Alargunsoro : fille mexicaine
- Julio Pérez Tabernero : Bernard
- Tito Garcia : Ben
- Jules Benning